# Acacia inaequiloba
Acacia inaequiloba är en ärtväxtart som beskrevs av William Vincent Fitzgerald. Acacia inaequiloba ingår i släktet akacior, och familjen ärtväxter. Inga underarter finns listade i Catalogue of Life.